# Макарове (Хмельницький район)
Мака́рове — село в Україні, у Вовковинецькій селищній громаді Хмельницького району Хмельницької області. Населення становить 234 особи.

## З історії
Колишній орган місцевого самоврядування — Майдан-Чернелівецька сільська рада.

## Галерея

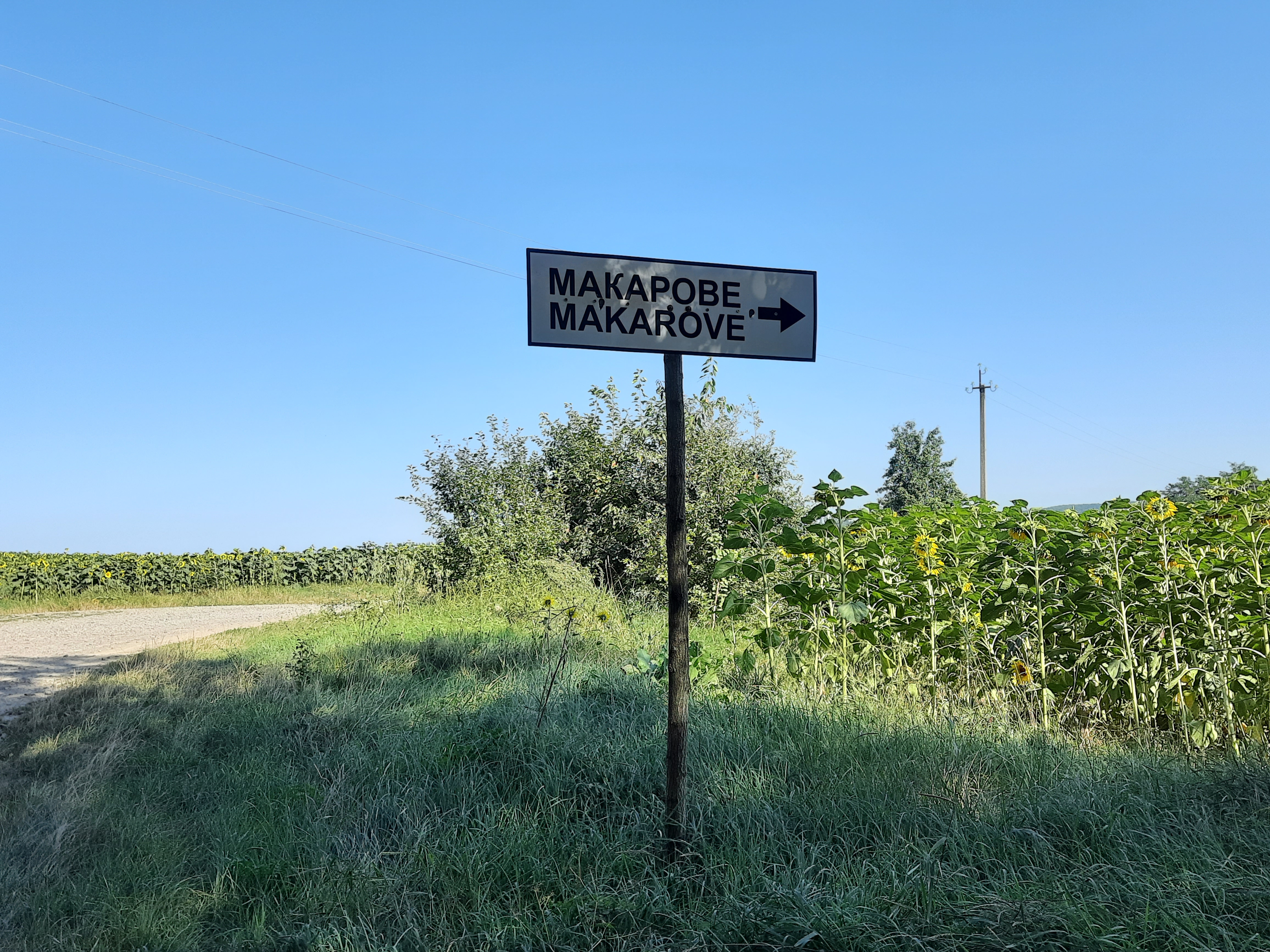
Дорожній знак при в'їзді в село
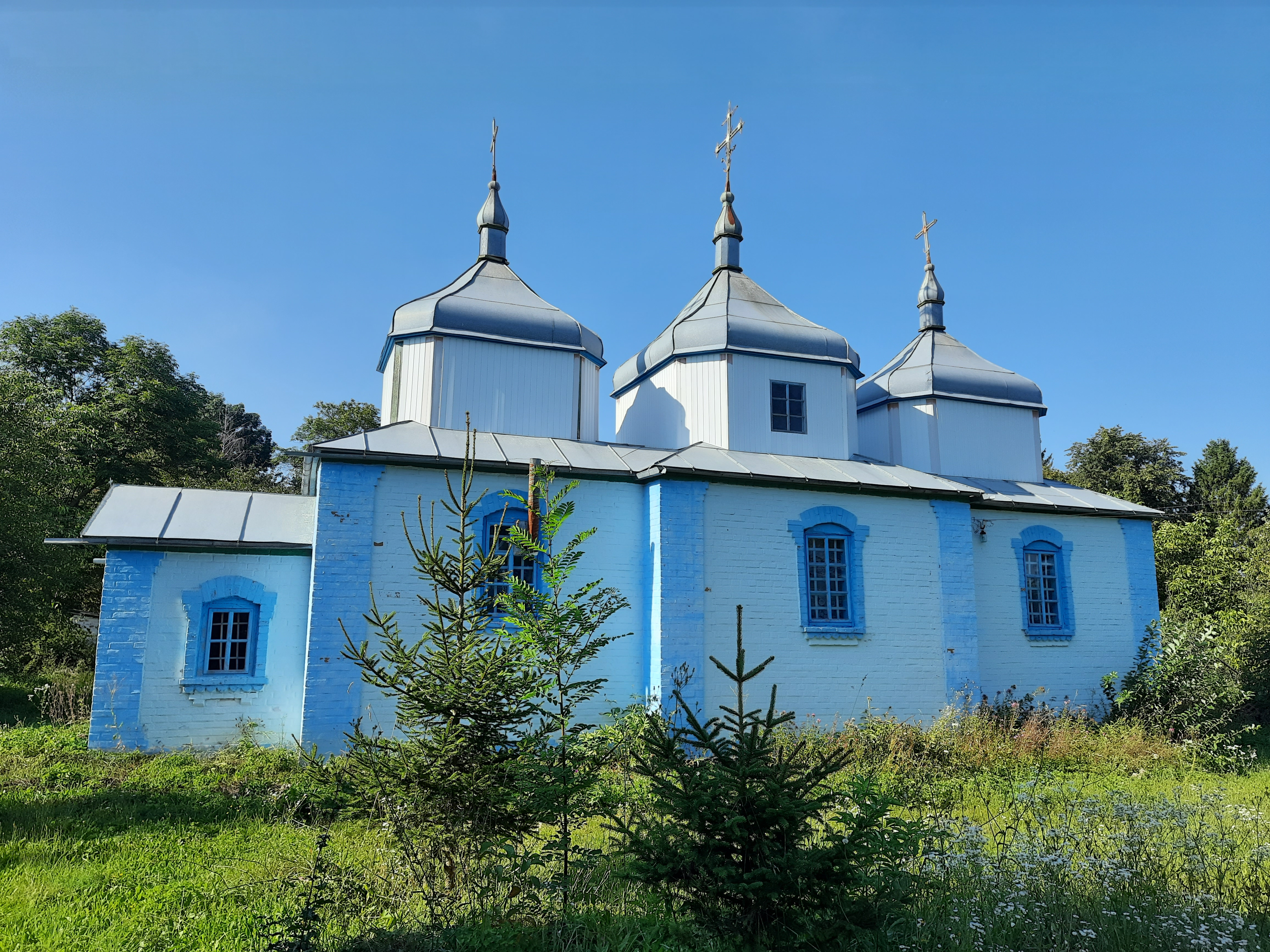
Церква Святого Луки
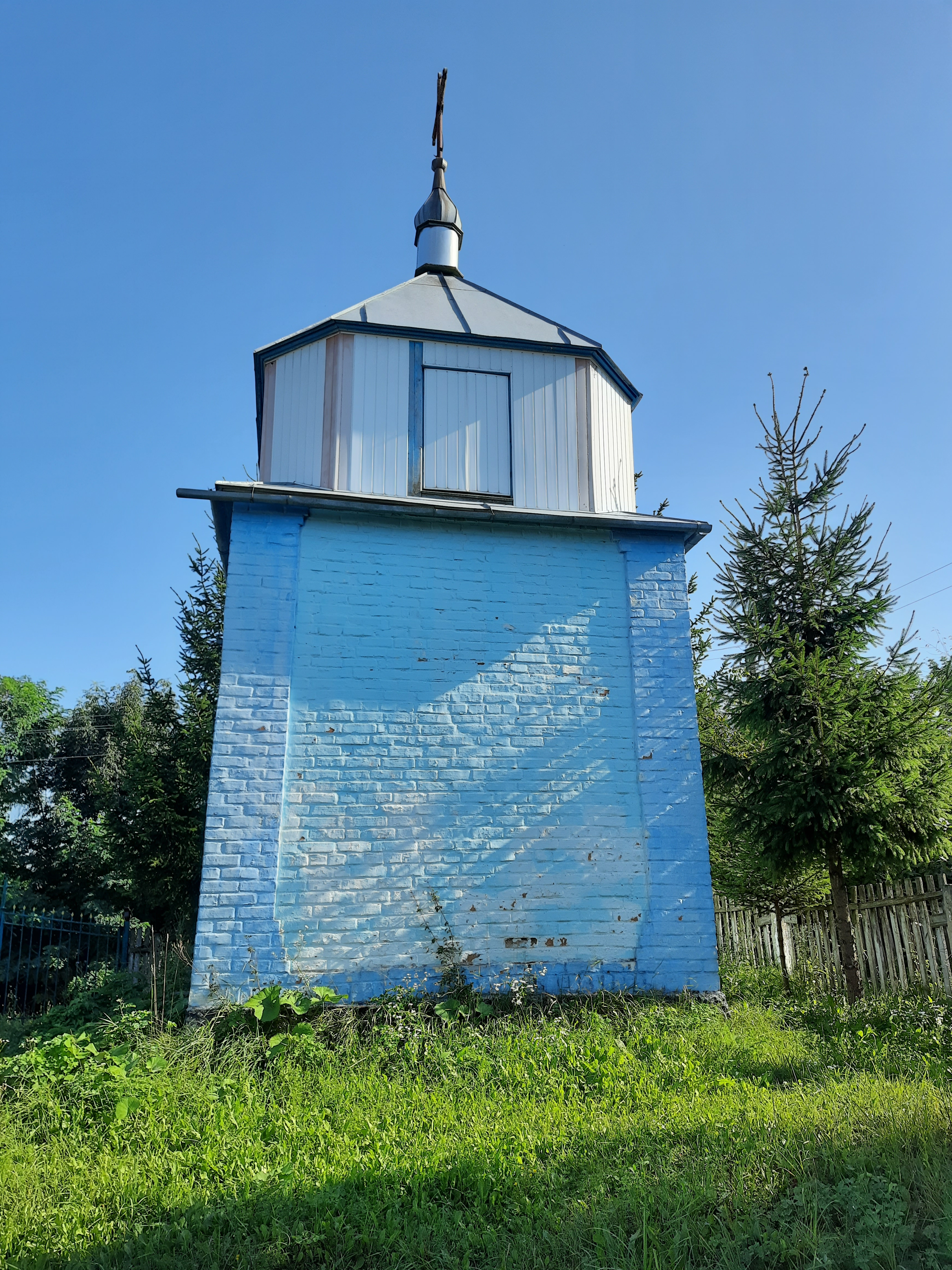
Дзвіниця церкви Святого Луки
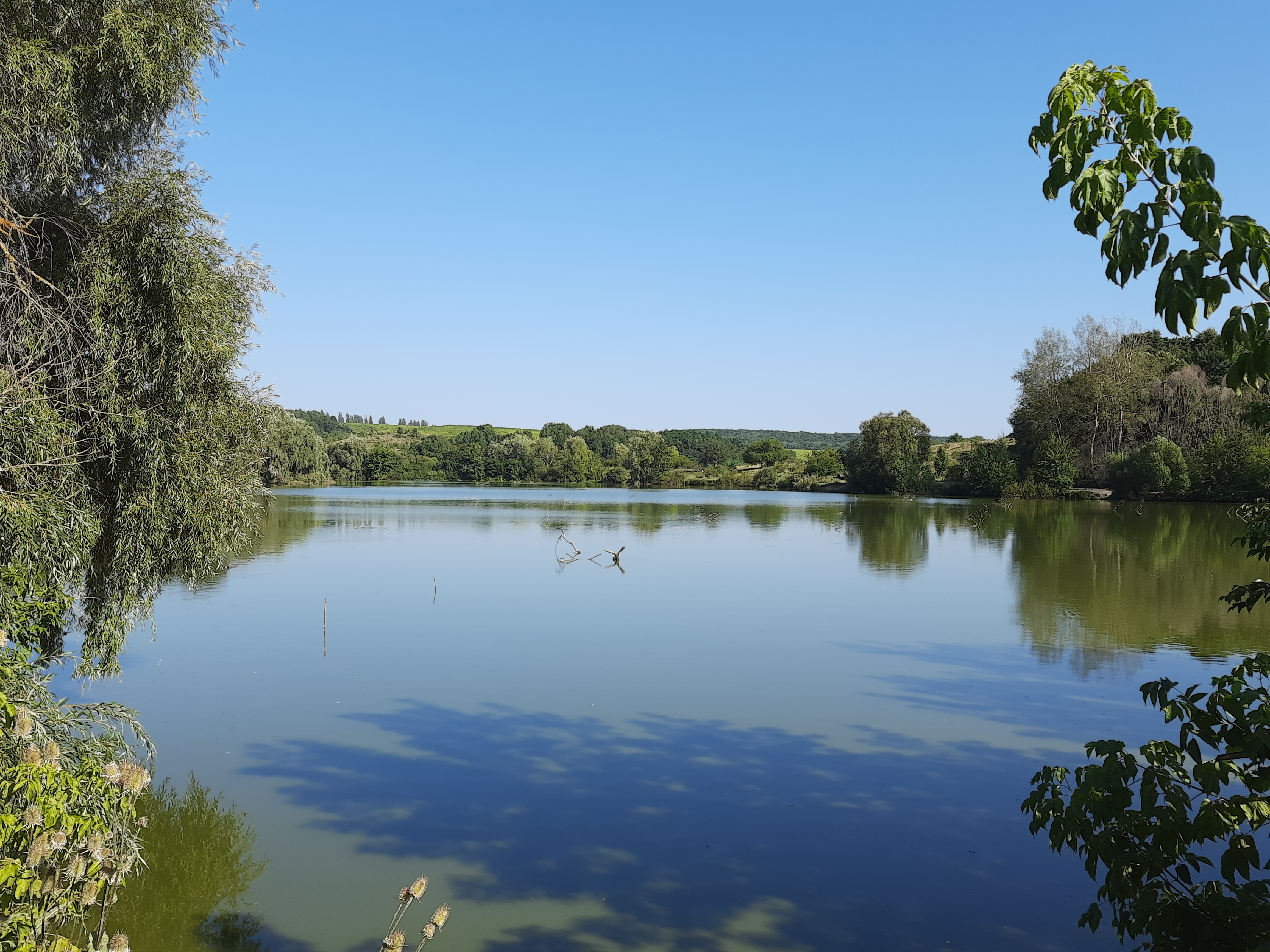
Став біля села